# Brazen Abbot
Brazen Abbot és una banda finesa de música rock. Originalment un projecte d'estudi d'un guitarrista búlgar, el productor o lletrista Nikolo Kotzev, qui és resident finès, la banda que des de llavors ha fet diverses actuacions en directe. 

Un dels aspectes de la definició de Brazen Abbot és la contractació de diversos cantants, cada àlbum compta amb tres o quatre cantants, amb Göran Edman i Joe Lynn Turner havent aparegut en la majoria dels àlbums de Brazen Abbot albums. Nikolo Kotzev originalment va intentar utilitzar un sol cantant; el cantant original Göran Edman només podia comprometre's a gravar dues cançons per al primer àlbum a causa de les obligacions contractuals. A Glenn Hughes se li suposava de gravar la resta de les cançons, no obstant això les obligacions contractuals li van obstaculitzar el registre de més de tres cançons, moment en el qual Kotzev va portar a Thomas Vikström per a registrar la resta de cançons. Kotzev estava tan complagut amb el resultat final que així que va decidir seguir utilitzant diversos cantants per a futurs àlbums. Quan es toca en directe, no obstant això, Joe Lynn Turner sol ser l'únic cantant.

Molts dels membres del grup han aparegut també a l'ambiciosa opera rock de Nikolo Kotzev Nostradamus (2001); Brazen Abbot va estar aturat durant el temps que Kotzev treballà en l'opera rock (1998 - 2001).

Els membres del grup Mic Michaeli, John Levén i Ian Haugland; els tres hi han tocat prèviament amb el grup de rock Europe.

## Discografia
- Live and Learn (1995)
- Eye of the Storm (1996)
- Bad Religion (1997)
- Guilty as Sin (2003)
- A Decade of Brazen Abbot (live) (2004)
- My Resurrection (2005)